# 第四の道 (エニアグラム)
第四の道 (エニアグラム 英：The Fourth Way enneagram) とは、P・D・ウスペンスキーが1949年に発表した『奇跡を求めて』に掲載されている図形で、ゲオルギイ・グルジエフが提唱した「四道」に不可欠なものである。「エニアグラム」という言葉は、ギリシャ語の「ennea（9）」と「gramma（書かれたもの、描かれたもの）」という2つの言葉に由来しており、1940年代以前にグルジエフが作った造語である。

エニアグラムの点番号と、点9から始まるオクターブの呼称である。点3と点6は、既存のオクターブに新たなDoが入ってきて発展する可能性のある「ショックポイント」を示している。

エニアグラムは、通常、円の中に刻まれた9つのポイントを持つ図形である。円の中には、9、3、6の3点を結ぶ三角形があり、網の目のような内接的な図形が、1-4-2-8-5-7の周期的な図形で残りの6点を結んでいる。この数字は、繰り返し使われる10進法の0.142857＝1/7に由来、あるいは対応するものである。この6つの点と9の点は、あらゆるプロセスの主要な段階を表していると言われており、音楽のオクターブの音に対応している。3と6の点は、プロセスの展開に影響を与える「ショックポイント」を表していると言われている。点と点の間の内線、つまり3点図と6点図は、ある種の自明でないつながりを示していると言われているが、ここではほとんど説明されていない。